# Клуйс
Клуйс (нім. Kluis) — громада в Німеччині, розташована в землі Мекленбург-Передня Померанія. Входить до складу району Передня Померанія-Рюген. Складова частина об'єднання громад Вест-Рюген.
Площа — 21,40 км2. Населення становить 411 ос. (станом на 31 грудня 2020).

## Галерея

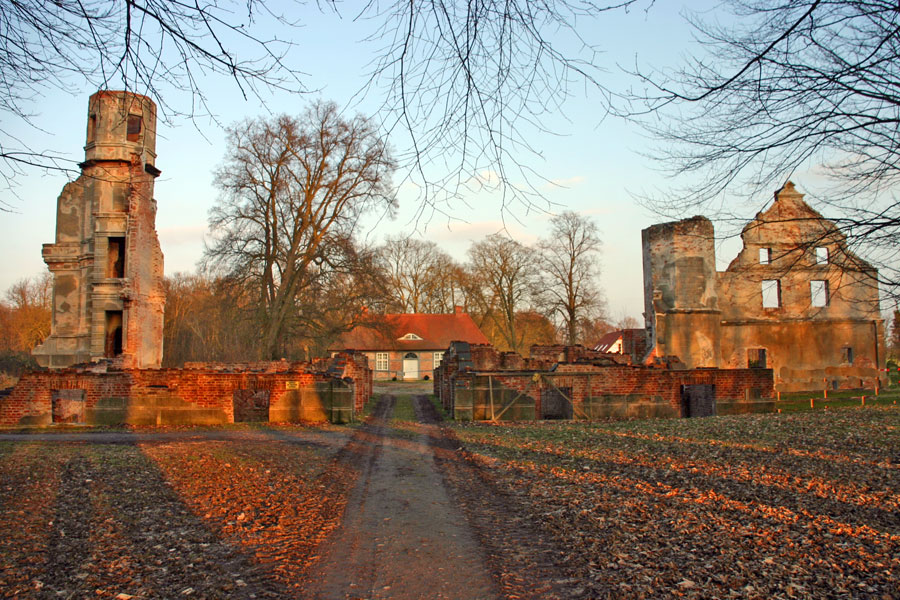